# Акозек (Конаєвська міська адміністрація)
Акозе́к (каз. Ақөзек) — село у складі Конаєвської міської адміністрації Алматинської області Казахстану. Входить до складу Шенгельдинського сільського округу.
Населення — 431 особа (2021; 536 у 2009; 540 у 1999, 444 у 1989).
У радянські часи село називалось Бригада № 5 колхоза Алма-Ата.